# (3860) Plovdiv
(3860) Plovdiv es un asteroide perteneciente al cinturón de asteroides, descubierto el 8 de agosto de 1986 por Eric Walter Elst y la astrónoma Violeta G. Ivanova desde el Observatorio Astronómico Nacional de Bulgaria, Smolyan, Bulgaria.

## Designación y nombre
Designado provisionalmente como 1986 PM4. Fue nombrado Plovdiv en homenaje a la ciudad búlgara Plovdiv.